# Bulls Road katonai temető
A Bulls Road katonai temető (Bulls Road Cemetery) egy első világháborús sírkert a franciaországi Flers közelében. Tervezője Herbert Baker volt.

## Története
Flers 1916. szeptember 15-éig német kézen volt, akkor azonban a fronton először bevetett harckocsik támogatásával az új-zélandi és a brit 41. Hadosztály elfoglalta. A falut 1918 márciusában visszavették a németek, majd augusztus végén a 17. Hadosztály vette be ismét. A területen először 1916. szeptember 9-én temettek, és 1917 márciusáig főleg ausztrál hősi halottak kerültek a földbe. A sírkertet a háború után kibővítették, amikor a csataterekről exhumált földi maradványokat szállítottak oda.
A Bulls Road-i (Bika úti) temetőben 776 nemzetközösségi katona nyugszik, 296-ot nem tudtak azonosítani közülük. Hétszázhetven halott nemzetisége ismertː 493-an britek, 155-en ausztrálok, 122-en új-zélandiak voltak.